# Extrême-Nord du Queensland
Pour les articles homonymes, voir Far North et FNQ.
L'Extrême-Nord du Queensland (en anglais : Far North Queensland, FNQ) est une zone géographique de l'Australie correspondant à la partie la plus septentrionale de l'État du Queensland, sa plus grande ville est Cairns. Elle couvre principalement la péninsule du Cap York et s'étend jusqu'au détroit de Torres au nord et jusqu'au Pays du Golfe à l'ouest. Les eaux du détroit de Torres sont la seule frontière internationale entre l'Australie et la Papouasie-Nouvelle-Guinée.
La région abrite trois sites du patrimoine mondial, la Grande Barrière de Corail, les tropiques humides du Queensland et Riversleigh, le plus grand site de mammifères fossiles d'Australie. L'Extrême-Nord du Queensland compte plus de 70 parcs nationaux, dont le Mont Bartle Frere qui culmine à 1 622 mètres et qui est le plus haut sommet du nord de l'Australie et du Queensland.
L'Extrême-Nord du Queensland est la seule région d'Australie habitée à la fois par les Australiens aborigènes et des insulaires du détroit de Torres. L'économie de la région comporte à la fois un secteur agricole important et un secteur minier. Elle abrite le plus grand parc éolien du Queensland : le parc éolien Windy Hill. Le climat est un climat tropical et celui des côtes est influencé par les eaux chaudes de l’océan.

## Délimitations
Cette région n’est pas une collectivité territoriale et ses délimitations varient selon les ministères ou les agences gouvernementales.

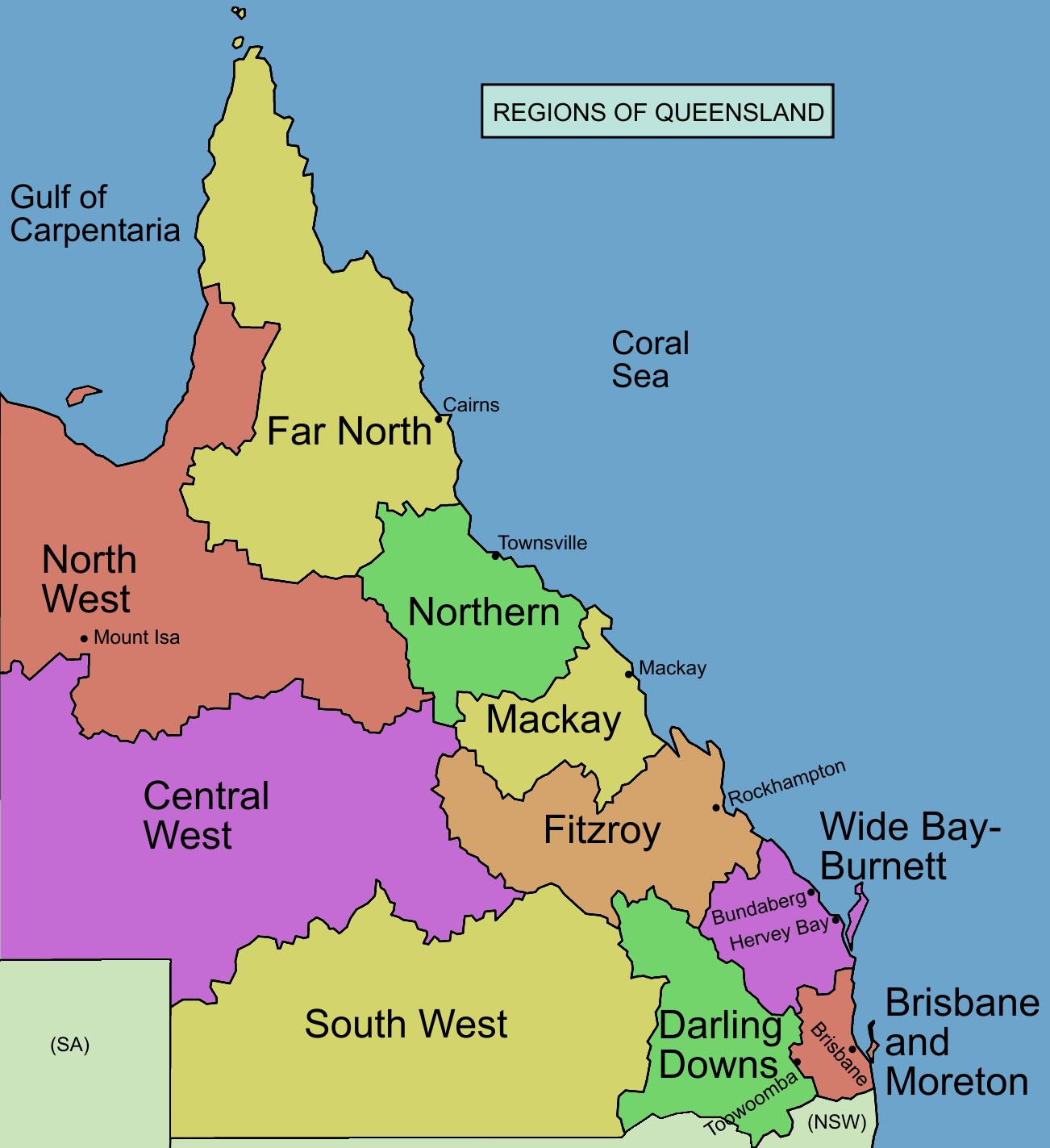
Anciennes régions du Queensland.
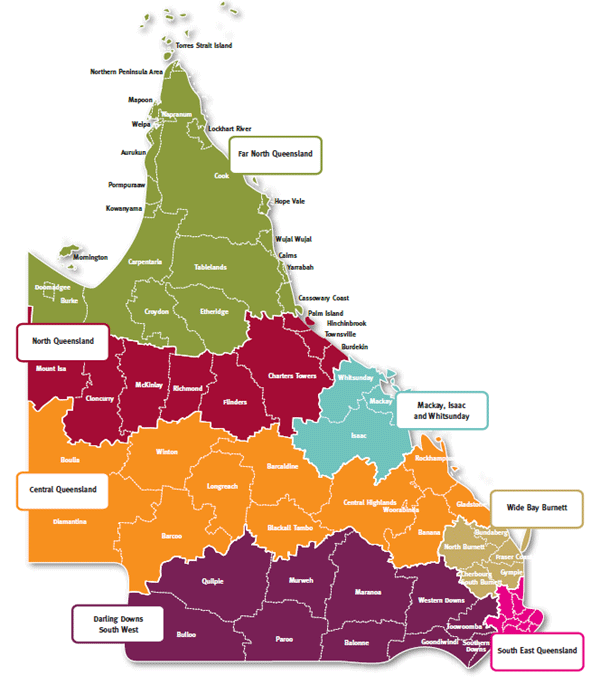
Nouvelles régions du Queensland.

Le ministère du Commerce et des Investissements du Queensland y inclut les zones d’administration locale suivantes :
| Zone d'administration locale         | Siège du Conseil | Année de fondation | Superficie (km2) | Population | Population | Carte |
| Zone d'administration locale         | Siège du Conseil | Année de fondation | Superficie (km2) | (2013),    | (2018),    | Carte |
| ------------------------------------ | ---------------- | ------------------ | ---------------- | ---------- | ---------- | ----- |
| Comté d'Aurukun                      | Aurukun          | 1978               | 7 424            | 1 350      | 1 382      |       |
| Région de Cairns                     | Cairns           | 2008               | 1 689            | 156 764    | 165 525    |       |
| Région de la Cassowary Coast         | Innisfail        | 2008               | 4 688            | 28 950     | 29 689     |       |
| Comté de Cook                        | Cooktown         | 1919               | 105 719          | 4 222      | 4 445      |       |
| Comté de Douglas                     | Mossman          | 2014               | 2 428            | 11 585     | 12 257     |       |
| Comté aborigène de la Hope Vale      | Hope Vale        | 1986               | 1 112            | 1 043      | 1 081      |       |
| Comté aborigène de Kowanyama         | Kowanyama        | 1987               | 2 555            | 1 042      | 977        |       |
| Comté aborigène de Lockhart River    | Lockhart River   | 1987               | 3 576            | 626        | 782        |       |
| Comté aborigène de Mapoon            | Mapoon           | 2002               | 537              | 293        | 325        |       |
| Comté de Mareeba                     | Mareeba          | 2014               | 53 491           | 21 379     | 22 517     |       |
| Comté aborigène de Napranum          | Napranum         | 1989               | 2 004            | 922        | 1 048      |       |
| Région de la péninsule nord          | Bamaga           | 2008               | 1 052            | 2 620      | 3 069      |       |
| Comté aborigène de Pormpuraaw        | Pormpuraaw       | 1987               | 4 395            | 737        | 833        |       |
| Région des Tablelands                | Malanda          | 2008               | 11 293           | 24 827     | 25 541     |       |
| Comté de Torres                      | Île Thursday     | 1974               | 884              | 3 647      | 3 848      |       |
| Région de l'île du détroit de Torres | Île Thursday     | 2008               | 490              | 4 614      | 4 994      |       |
| Ville de Weipa                       | Weipa            | 1963               | 10,8             | 3 811      | 4 240      |       |
| Comté aborigène de Wujal Wujal       | Wujal Wujal      | 1987               | 12               | 289        | 306        |       |
| Comté aborigène de Yarrabah          | Yarrabah         | 1986               | 159              | 2 686      | 2 848      |       |

## Urbanisation

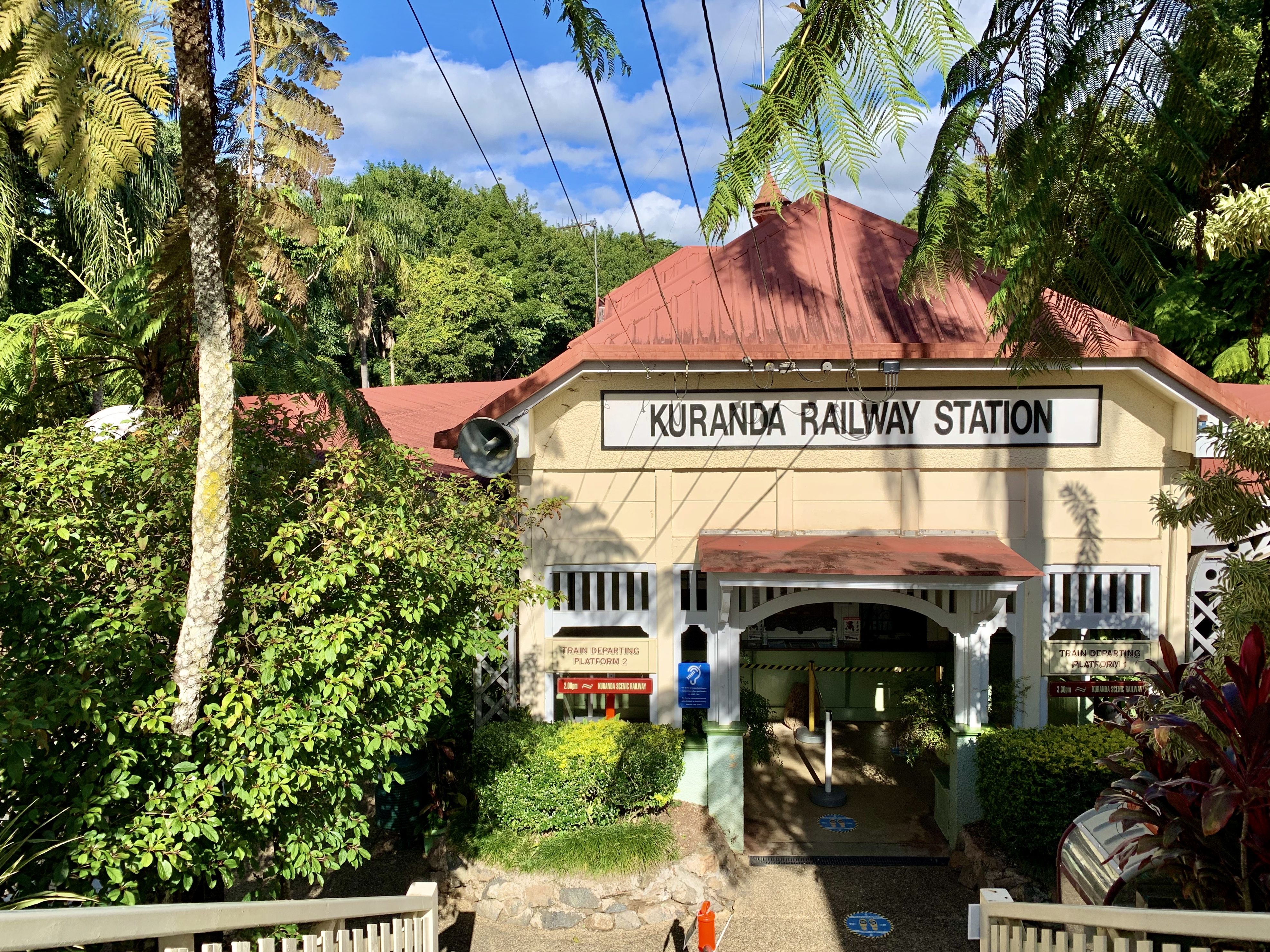
La gare de Kuranda.

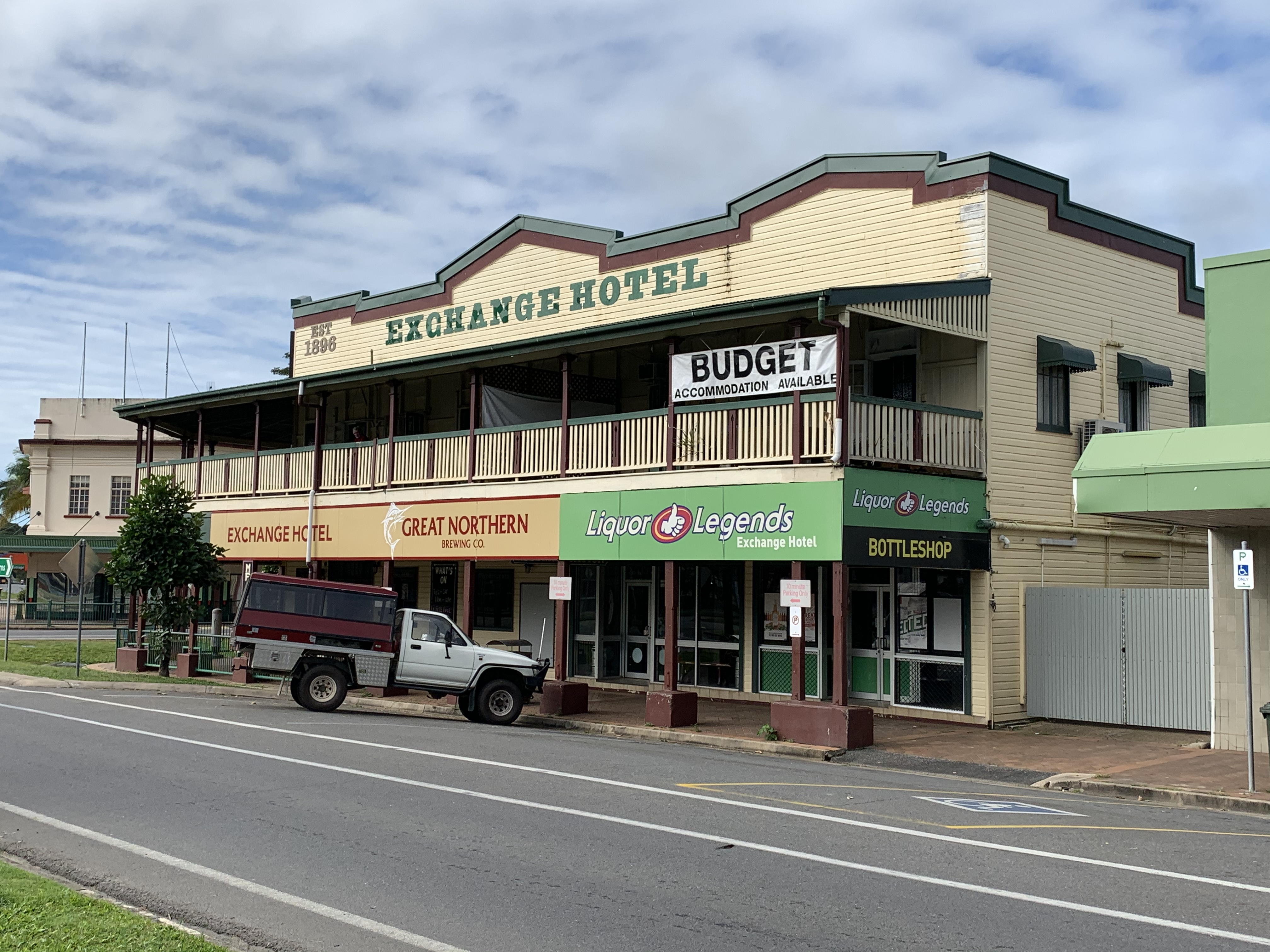
L'hôtel Exchange à Mossman.

La zone d’administration de la région de Cairns concentre l’essentiel de la population de la région et constitue un important centre administratif.
En plus de Cairns, les autres lieux relativement peuplés sont Cooktown, le plateau d'Atherton, Weipa, Innisfail, les îles du détroit de Torres. On peut aussi mentionner les localités de Croydon, Georgetown ou Mossman. La région comporte également de nombreuses communautés autochtones et agropastorales.
La pointe nord-est de l'autoroute 1 traverse le secteur de la ville de Cairns et relie la Bruce Highway (au sud) à l’autoroute Savannah (à l'ouest). L'autoroute 1 fait le tour du continent australien. Avec 14 500 kilomètres de longueur, c’est la plus longue autoroute nationale du monde. Bien qu'il s'agisse de l'autoroute 1, tous les tronçons du Savannah Way ne sont pas désignés comme autoroute nationale financée par le gouvernement fédéral.

## Économie
Les principales activités économiques de la région sont le tourisme, l’élevage bovin, l'agriculture et le secteur minier.

### Agriculture

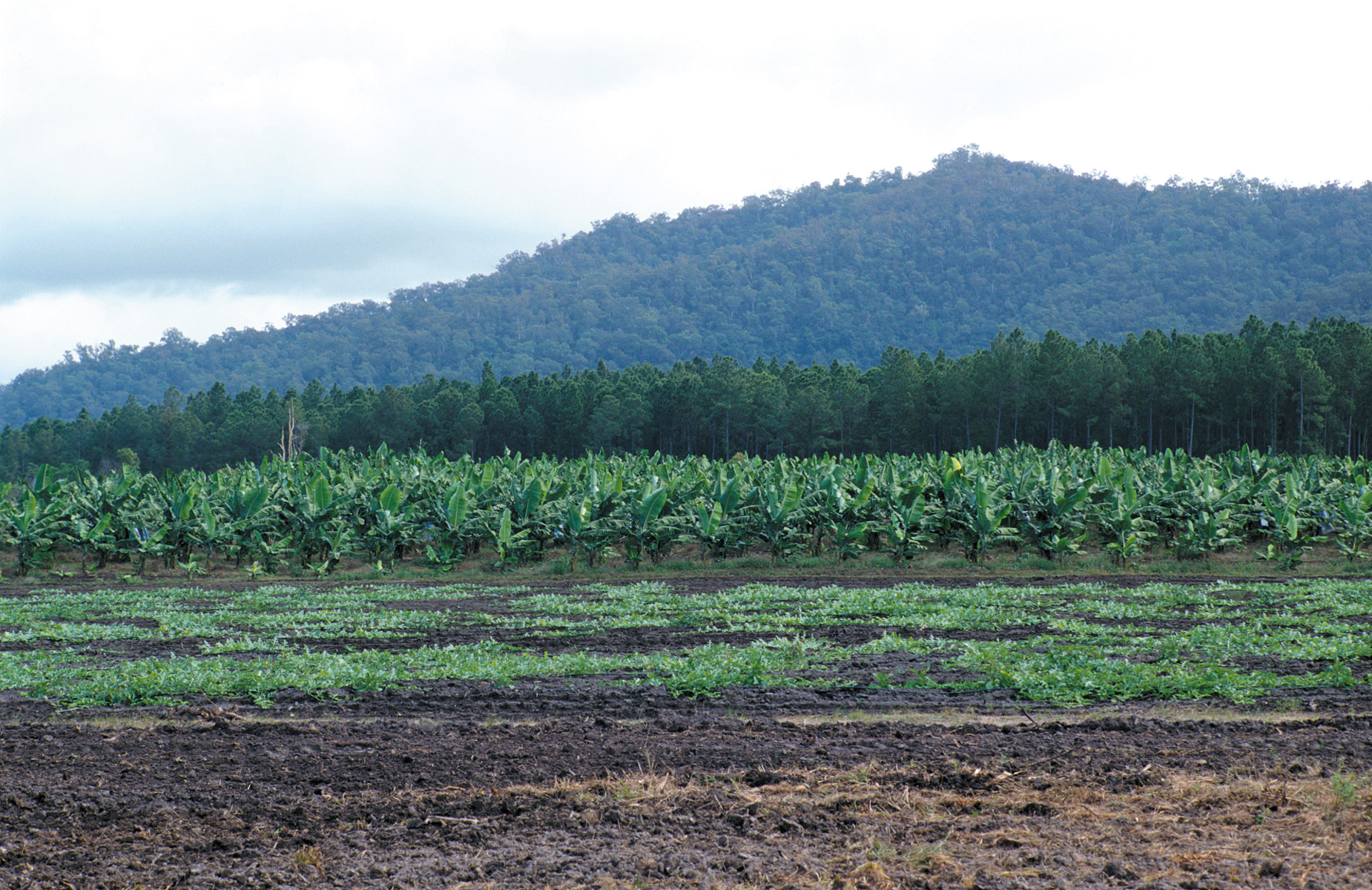
Culture dans les environs de Cardwell.

Les productions agricoles génèrent un chiffre d’affaires d’environ 700 millions de dollars par an. La canne à sucre, les fruits tropicaux (banane, mangue, papaye, litchi) et le café sont les principales productions agricoles.

### Mines
La région possède la plus grande mine de silice au monde à Cape Flattery. Cette mine a été ouverte en 1967 et a été gravement endommagée par le cyclone Ita en 2014. La compagnie Rio Tinto Alcan exploite une mine de bauxite sur la côte ouest de la péninsule du Cap York, près de Weipa. Elle constitue l'un des plus grands gisements de bauxite au monde.

### Tourisme et culture

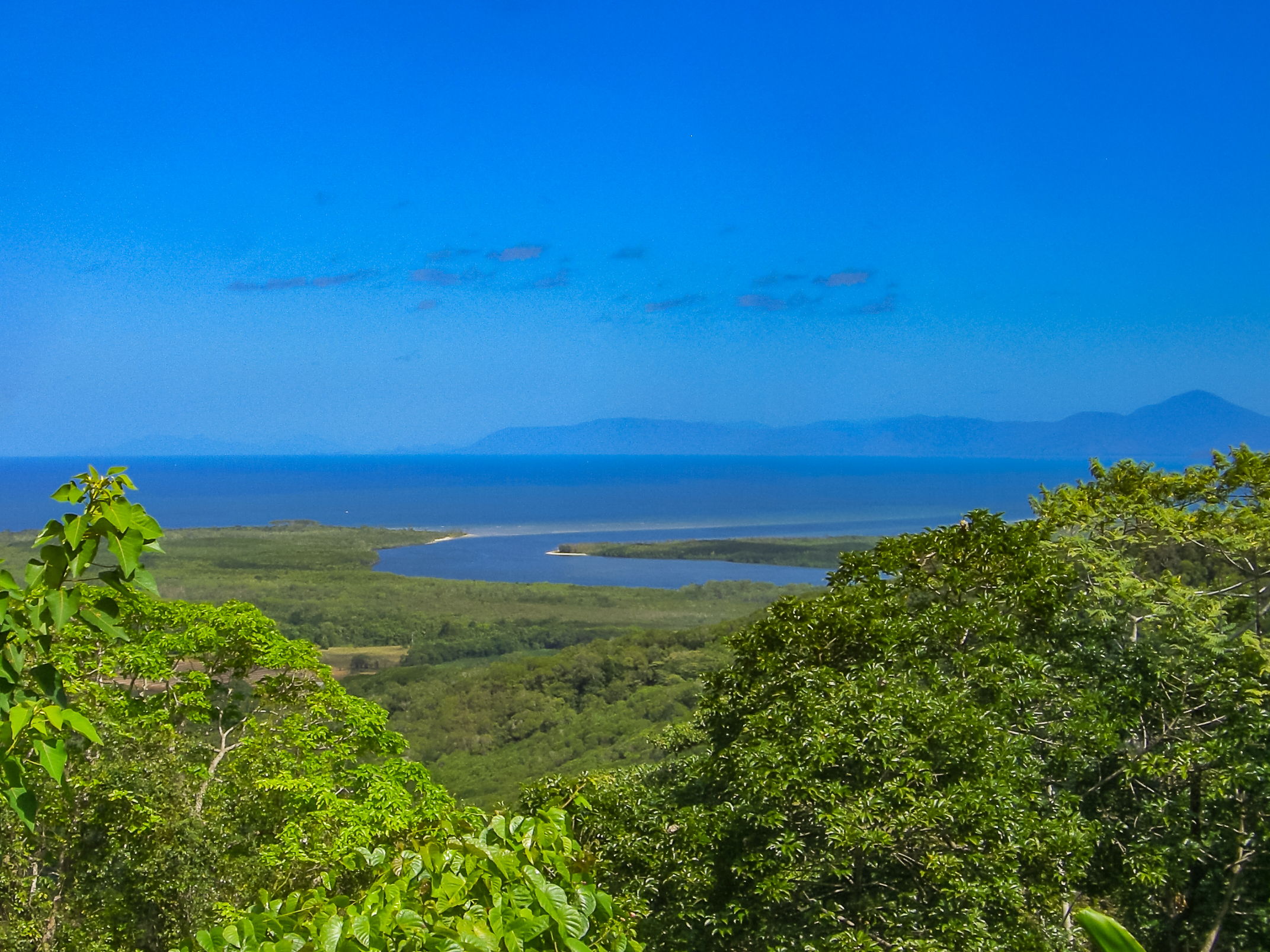
Vue du parc national de Daintree.

La région est considérée comme une destination touristique de premier plan en Australie et l’industrie du tourisme s’y est fortement développée. Près d'un tiers des visiteurs étrangers de l'État visitent cette région. Les principaux points d’intérêt sont la Grande Barrière de Corail, la forêt tropicale de Daintree et plusieurs autres forêts tropicales humides du Queensland situées dans la zone patrimoniale des tropiques humides du Queensland : plateau d'Atherton, île de Hinchinbrook, île Dunk et île Verte. Les principales attractions autour et à Cairns sont le casino The Reef Hotel, le chemin de fer panoramique de Kuranda, les chutes de Barron et le téléphérique Skyrail Rainforest. Les villes et localités les plus touristiques sont Cap Tribulation, Port Douglas, Mission Beach et Cardwell.
Ces dernières années, l'Extrême-Nord du Queensland s’est fait remarquer par la qualité de son offre culturelle. La foire d'art aborigène de Cairns et le festival de Cairns sont organisés chaque année. Les principaux lieux artistiques sont le Tanks Arts Centre, le Cairns Civic Theatre et la Cairns Art Gallery.

## Démographie
Le Bureau australien des statistiques estime que la région comptait 280 638 habitants en 2014 [1]. La population autochtone de la région s’élève à 28 909 habitants soit 25,6 % de la population autochtone de l'État et 11,8 % de la population totale de la région .

## Histoire
Le yalanji (aussi appelé kuku yalanji, kuku yalaja, kuku yelandji ou gugu yalanji) est une langue aborigène australienne de l'extrême nord du Queensland. Son aire linguistique traditionnelle est la rivière Mossman au sud jusqu'à la rivière Annan au nord. Elle va jusqu’à l'océan Pacifique à l'est et s'étendant à l'intérieur des terres jusqu'à l'ouest du mont Mulgrave. Elle comprend les limites des zones de gouvernement local du comté de Douglas, du comté de Cook et du comté aborigène de Wujal Wujal ainsi que les villes et localités de Cooktown, Mossman, Daintree, Cape Tribulation et Wujal Wujal. Elle comprend également les têtes de bassin des rivières Palmer, Bloomfield, China Camp, Maytown et Palmerville .
C’est au Queensland que l’on a trouvé les premiers fossiles d'ambre d’Australie. Ces fossiles vieux de quatre millions d'années ont été découverts sur une plage de la péninsule du cap York. On pense qu’ils ont été rejetés sur le rivage après avoir dérivé avec les courants sur environ 200 km .
Dans les années 1860, Richard Daintree a découvert des gisements d'or et de cuivre le long de plusieurs rivières qui ont attiré les premiers prospecteurs dans la région .

## Cyclones
Le 4 mars 1899, le cyclone Mahina a détruit une centaine de navires amarrés dans la baie de la Princesse Charlotte. Ce fut la pire catastrophe maritime que le Queensland ait connu. Toute la flotte perlière du nord du Queensland se trouvait dans la baie au moment du cyclone. Une centaine d’aborigènes qui tentaient de porter secours et 307 hommes de la flotte perlière ont été noyés ,. La pression du cyclone a été mesurée à 914 hPa avec une onde de tempête enregistrée de 13 m, la plus élevée jamais enregistrée en Australie .
En janvier 1918, le cyclone Mackay a frappé la côte du Queensland et a tué 30 personnes . En mars 1997, le cyclone Justin a causé la mort de sept personnes. Au début de 2000, le cyclone Steve a causé d'importantes inondations entre Cairns et Mareeba. Le cyclone Larry a traversé la côte du Queensland près d'Innisfail en mars 2006. La tempête a causé des dégâts estimés à 1,5 milliard de dollars et a endommagé 10 000 maisons , 80% de la récolte de bananes australienne a été détruite. Le cyclone Monica a été le cyclone le plus intense jamais enregistré en termes de vitesse du vent sur la côte australienne. Il a touché le Territoire du Nord et l'extrême nord du Queensland en avril 2006. En janvier 2011, le cyclone Yasi est passé au-dessus de Tully et a causé des dégâts estimés à 3,6 milliards de dollars, ce qui en fait le cyclone le plus coûteux à avoir jamais frappé l'Australie .

## Le Queensland Nord Tropical
L'Extrême-Nord du Queensland jouit d’un climat tropical, c’est pour cela que le nom touristique de « Queensland Nord Tropical » (Tropical North Queensland) est parfois utilisé pour désigner la région. L'organisme Tourism Tropical North Queensland (TTNQ) considère que son secteur part de Cardwell au sud et va jusqu'au détroit de Torres au nord et jusqu'à la frontière du Territoire du Nord à l’ouest. L'expression Tropical « North Queensland » reste imprécise et peut être utilisée pour désigner une zone plus large comprenant des parties du nord du Queensland, ou même Mackay,,.